# 1578 en musique classique
| \| • Retour à la chronologie générale de la musique classique • \| |
| Grèce • Rome • Haut Moyen Âge • VIIIe siècle • IXe siècle • Xe siècle • XIe siècle XIIe siècle • XIIIe siècle • XIVe siècle • XVe siècle • XVIe siècle • XVIIe siècle XVIIIe siècle • XIXe siècle • XXe siècle • XXIe siècle |
| • Retour à la chronologie générale de la musique classique • |

| Années en musique classique : 1575 - 1576 - 1577 - 1578 - 1579 - 1580 - 1581    |
| Décennies en musique classique : 1540 - 1550 - 1560 - 1570 - 1580 - 1590 - 1600 |

## Œuvres
- Obras de música para tecla, arpa y vihuela (Œuvres musicales pour clavier, harpe et vihuela) d'Antonio de Cabezón, ouvrage publié par son fils Hernando à Madrid.

## Naissances
- 15 janvier : Ioannes Ruckers, facteur de clavecins flamand († 29 septembre 1642).
- 2 décembre : Agostino Agazzari, compositeur italien († 10 avril 1640).

Vers 1578:
- Guglielmo Lipparini : compositeur italien († vers 1645).